# Michael Jecks
Michael Jecks (* 1960 in Surrey) ist ein britischer Autor  historischer Kriminalromane.

## Leben
Jecks ist der Sohn eines Aktuars und der Jüngste von vier Brüdern. Bevor er  1994 durch eine Entlassung  beschloss Vollzeitautor  zu werden, arbeitete er in der Computerindustrie. Er lebt mit seiner Frau, Tochter und Sohn im nördlichen Dartmoor in Südwestengland.
Jecks schrieb eine Romanreihe  um Sir Baldwin Furnshill, einem ehemaligen Tempelritter und seinem Freund Simon Puttock, dem Häscher von Schloß Lydford. Erst kürzlich hat Michael Jecks  The Medieval Murderers, gegründet. Eine Gruppe  von geschichtlichen Autoren, Unterhaltern und Rednern, bestehend aus ihm selbst, Bernard Knight, Ian Morson, Susanna Gregory, Phillip Gooden und C. J. Sansom. Jedes Mitglied der  Gruppe arbeitet an ihren eigenen  Büchern, die als thematisch zusammenhängende Novellen unter der Marke The Medieval Murderers erscheinen.
Als Mitglied der Society of Authors und Royal Society of Literature, war Jecks  2004–2005 Vorsitzender der Crime Writers’ Association. 2005 wurde er Mitglied des Detection Club. Seit 1998 organisierte er zweimal den „CWA Debut Dagger“ Wettbewerb bei dem unveröffentlichte Autoren ihre ersten Verträge gewinnen konnten.  Einer der Gewinner ist Allan Guthrie. In anderen Jahren war Jecks drei Mal Jury-Mitglied des CWA/Ian Fleming Steel Dagger Award.
Michael Jecks ist  Sprecher auf literarischen Festivals und historischen Tagungen, auf denen er mit Ian Mortimer, einem Historiker und ebenfalls Mitglied der The Medieval Murderers spricht.

## Publikationen

### Werke in englischer Sprache

#### Knights Templar Mysteries
1. The Last Templar (März 1995)[1]
2. The Merchant’s Partner (November 1995)
3. Moorland Hanging (Mai 1996)
4. The Crediton Killings (Juni 1997)
5. The Abbot’s Gibbet (April 1998)
6. The Leper’s Return (November 1998)
7. Squire Throwleigh’s Heir (Juni 1999)
8. Belladonna at Belstone (Dezember 1999)
9. The Traitor of St. Giles (Mai 2000)
10. The Boy Bishop’s Glovemaker (Dezember 2000)
11. The Tournament of Blood (Juni 2001)
12. The Sticklepath Strangler (November 2001)
13. The Devil’s Acolyte (Juni 2002)
14. The Mad Monk of Gidleigh (Dezember 2002)
15. The Templar’s Penance (Juni 2003)
16. The Outlaws of Ennor (Januar 2004)
17. The Tolls of Death (Mai 2004)
18. The Chapel of Bones (Dezember 2004)
19. The Butcher of St Peter’s (Mai 2005)
20. A Friar’s Bloodfeud (Juni 2006)
21. The Death Ship of Dartmouth (November 2006)
22. The Malice of Unnatural Death (Dezember 2006)
23. Dispensation of Death (Juni 2007)
24. The Templar, The Queen and Her Lover (Dezember 2007)
25. The Prophecy of Death (Juni 2008)
26. The King of Thieves (November 2008)
27. No Law in the Land (Juni 2009)
28. The Bishop Must Die (November 2009)
29. The Oath (2010)
30. The King’s Gold (2011)
31. City of Fiends (7. Juni 2012)
32. Templar’s Acre (September 2013)

#### The Medieval Murderers
1. The Tainted Relic (Mai 2005)
2. Sword of Shame (Juni 2006)
3. House of Shadows (Juni 2007)
4. The Lost Prophecies (Juni 2008)
5. King Arthur’s Bones (2009)
6. Sacred Stone (2010)

### Werke in deutscher Übersetzung
1. Der letzte Tempelritter (2001)
2. Sir Baldwin und die Hexe von Wefford (2001)
3. Sir Baldwin und der Kopflose (2002)
4. Sir Baldwin und der Mörder im Moor (2002)
5. Sir Baldwin und die schöne Tote (2002)